# 日本超低温
日本超低温株式会社（にほんちょうていおん）は、神奈川県横浜市磯子区に本社を置く、冷凍倉庫事業を営む倉庫会社。東京ガスと三菱商事の合弁会社である。隣接する東京ガス根岸LNG基地でLNGを気化する際に生じる冷熱を利用した超低温倉庫を設置し、-40~-60℃の温度帯で、主にマグロやエビなどの高級水産物を取り扱う。

## 所在地
- 〒235-0017 神奈川県横浜市磯子区新磯子町30-3

## 沿革
- 1973年（昭和48年）6月 ‐ 会社設立。
- 1974年（昭和49年）10月 ‐ 第1冷蔵倉庫営業開始。施工は東洋製作所。LNG冷熱を利用した冷凍倉庫は世界初である[2]。
- 1986年（昭和61年）10月 ‐ 第2冷蔵倉庫営業開始。
- 1994年（平成6年）2月 ‐ 第3冷蔵倉庫営業開始。